# Pierre Boisson
Pierre Boisson (ur. 8 czerwca 1930) – monakijski strzelec, olimpijczyk. Kuzyn Francisa, również strzelca.
Trzykrotny olimpijczyk (IO 1972, IO 1976, IO 1984). Startował wyłącznie w karabinie małokalibrowym leżąc z 50 m. Najwyższą pozycję osiągnął podczas swojego drugiego startu – zajął 64. miejsce wśród 78 startujących zawodników.
Uczestnik igrzysk śródziemnomorskich. Wystąpił na nich w 1975 i 1979 roku, jednak nie zdobył żadnego medalu.

## Wyniki

### Igrzyska olimpijskie
| Igrzyska         | Konkurencja                       | Wynik                         | Miejsce | Źródło |
| ---------------- | --------------------------------- | ----------------------------- | ------- | ------ |
| Monachium 1972   | Karabin małokalibrowy leżąc, 50 m | 585 pkt. (96–98–99–99–97–96)  | 73      | [ 5 ]  |
| Montreal 1976    | Karabin małokalibrowy leżąc, 50 m | 581 pkt. (93–99–97–100–96–96) | 64      | [ 2 ]  |
| Los Angeles 1984 | Karabin małokalibrowy leżąc, 50 m | 563 pkt. (95–97–93–96–94–98)  | 69      | [ 6 ]  |